# Белхороев, Батал-Хаджи
Батал-Хаджи́ Белхоро́ев (ингуш. Бе́лхарой Батӏал-Хьаж; 1821, Сомйох, центр юга Северного Кавказа — 1914, Козельск, Калужская губерния, Российская империя) — ингушский религиозный деятель XIX — начала XX века. Суфийский шейх кадирийского тариката.

## Биография

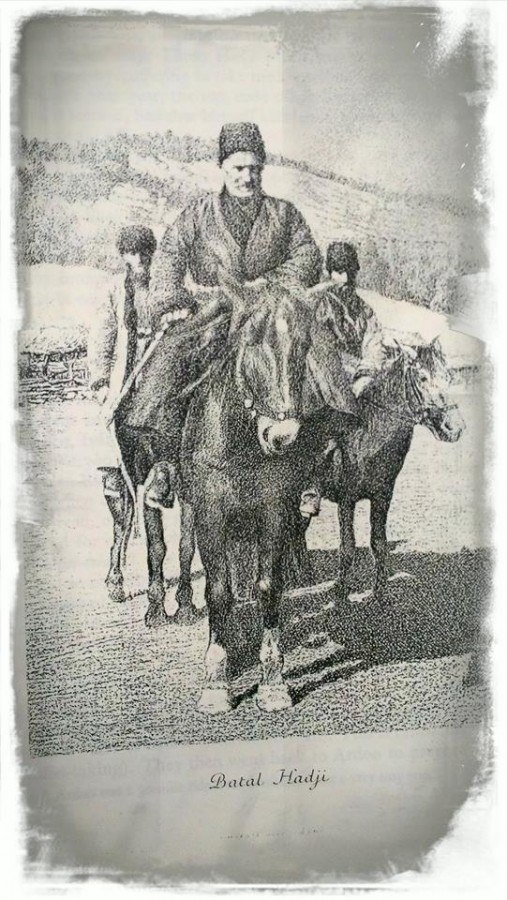
Батал-Хаджи Белхороев

Родился в Ингушетии, принадлежал к тейпу Белхарой. После смерти родителей воспитывался в Чечне. Был знаком с Кунта-Хаджи Кишиевым. Вернувшись в Ингушетию в период, когда там действовали одновременно христианские и мусульманские миссионеры, а часть населения ещё исповедовала язычество, занялся проповеднической деятельностью, стремясь увеличить количество мусульман. Будучи суфийским шейхом кадирийского тариката, основал из своих мюридов братство баталхаджинцев. Последователи верили в его сверхъестественные способности.
В 1911 году был арестован властями одновременно с представителями чеченского мусульманского духовенства и отправлен в ссылку в Козельск Калужской губернии, где в 1914 году скончался. Тело было специальным вагоном доставлено в Ингушетию, 25 октября в населённом пункте Сурхахи состоялись многолюдные похороны.

## Баталхаджинцы
В современной Ингушетии существует религиозно-общинная группа последователей вирд Батал-Хаджи, имеющая в своих обычаях отличия от других подобных групп. Они не поощряют межобщинные браки. Численность последователей некоторыми оценивается в 5000 человек. Муфтиятом Ингушетии она оценивается в 4,5 % от всех ингушей, а также в группу входит небольшое количество чеченцев и кумыков. Управляется она потомками Батал-Хаджи Белхороева.

## Память
- В его честь построена мечеть, учреждён Орден Святого Батал-Хаджи, которым награждают за вклад в дело укрепления межнационального мира и согласия в обществе, поддержку программ, направленных на развитие нравственных и гуманитарных ценностей ислама, развитие дружбы между народами многонациональной и многоконфессиональной России, а также активную работу по установлению мира и стабильности в северокавказском регионе[2].
- Имеет свой зиярат.
- Внуком основан частный музей и частный орден имени шейха.
- Столетие со дня смерти было торжественно отпраздновано, проведена религиозная конференция.